# Сенгбон
Сенгбо́н (перс. سنگبن‎) — село на севере Ирана, в остане Альборз. Входит в состав шахрестана Талекан. Является частью дехестана (сельского округа) Паин-Талекан бахша Меркези.

## География
Село находится в северо-западной части Альборза, в горной местности южного Эльбурса, к югу от водохранилища Талекан, на расстоянии приблизительно 39 километров к северо-западу от Кереджа, административного центра провинции. Абсолютная высота — 2044 метра над уровнем моря.

## Население
По данным переписи 2006 года население села составляло 421 человек (222 мужчины и 199 женщин). В Сенгбоне насчитывалось 92 семьи. Уровень грамотности населения составлял 90,02 %. Уровень грамотности среди мужчин составлял 91,89 %, среди женщин — 87,94 %.